# Cupar Castle
Cupar Castle ist eine abgegangene königliche Burg in Cupar in der schottischen Council Area Fife. Heute sind davon keine oberirdischen Überreste erhalten.

## Geschichte
Die Earls of Fife ließen im 11. Jahrhundert die Burg erbauen. Die Gattin Königs Alexander III., Margarete, starb am 26. Februar 1275 in den Mauern der Burg.
König Eduard I. von England nahm mit seinen Truppen 1296 die Burg ein und verweilte dort. 1306 griffen schottischen Truppen unter der Führung von Robert Wishart die englische Garnison in der Burg an und belagerten sie. Wishart wurde von den Engländern in Cupar gefangen genommen.
1308 wurde dem Konstabler von Cupar Castle, Sir Thomas Grey, auf seinem Rückweg von der Krönung Königs Eduard II. von England von einem Gefolgsmann von Robert Bruce namens Walter de Bickerton aufgelauert. Obwohl deutlich in der Unterzahl, besiegte Thomas Grey Bickertons Leute durch den Einsatz von Kavallerie und durch das Vorgeben einer größeren Zahl von Kämpfern.
Im Mai 1336 entsetzten englische Streitkräfte unter der Führung von John de Strivelyn die englische Garnison der Burg, nachdem sie die schottischen Truppen unter Sir Andrew Murray, die die Burg belagerten, verjagt hatten. Die Burg wurde vom englischen Konstabler William Bullock 1339 an die Schotten übergeben.
Der Hof des Stewart of Fife saß bis 1425 auf dieser Burg.